# MV 빌헬름 구스틀로프

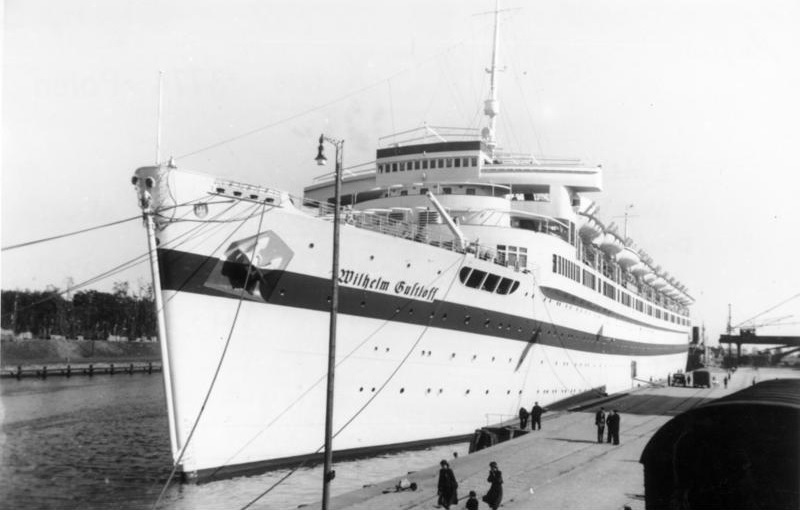

빌헬름 구스틀로프호(Wilhelm Gustloff)는 나치가 공장에 일하는 노동자, 농민, 회사원 등의 일반 근로자에게 국외 여행을 제공하기 위해서 건조한 여객선이다. 1945년 1월 30일에 여객선이 동쪽에 있던 피난민과 부상병을 태워서 탈출하는 과정에서 소련 해군의 잠수함에 격침되었다. 이 과정에서 많은 사람이 죽었다.

## 건조와 변천
나치당의 로버트 레이가 인솔하는 독일 노동 전선의 하부조직인 환희 역행단의 여객선으로서 함부르크에서 2,500만 마르크를 들여 건조되었다. 건조시의 배수량은 25,484톤이었다. 환희 역행단이 소유하는 배 13척 중 한 척으로, 지중해 크루즈나 노르웨이에 크루즈를 제공했다.
배 이름은 1936년 2월 4일에 유태인 의대생 다비드 프랑크푸르터에게 살해된 스위스 나치지도자 빌헬름 구스틀로프에 유래한다. 원래는 아돌프 히틀러라고 이름을 지으려 했지만 히틀러의 희망에 의해 빌헬름 구스틀로프호로 변경되었다.
- 1937년 5월 5일: 진수식을 가졌다.
- 1938년 ~ 1939년 여름: 대서양, 지중해, 노르웨이 등 여러 곳에서 운항했다.
- 1939년 봄: 스페인 내란에 승리한 군단을 귀환하는 목적으로 스페인에 파견된다.
- 1939년 가을: 제2차 세계대전이 개시되자 병원선으로 용도를 변경했다.
- 1940년: 발트해 연안으로 회항하고 U보트 훈련 학교 요원을 위한 호텔선으로 운행했다.
- 1945년 1월 30일: 슈체친, 킬을 향해서 출항하지만 소련 잠수함 S13호가 발사한 어뢰에 맞아서 침몰한다.

## 침몰 과정
소련군의 맹공에 노출된 부상병과 민간인 200만명을 독일 서부 바다로 이주하는 카를 되니의 해상 피난 작전이 시작되었다. 이 과정에서 여객선이나 화물선, 군함 등 모든 종류의 배가 동원되었다. 이때 발트해에서 머물던 구스틀로프호도, 1945년 1월 30일에 피난민을 수용해 출항했다.
공식 기록에는 918명의 제2 잠수함 훈련 부대의 해군 군인, 173명의 승무원, 373명의 해군 여성 보조 부대, 162명의 부상병, 4424명의 난민, 합계 6050명이 승선하고 있었다. 다만, 승무원이던 한 사람은 당시 승객이 10,582명이었다고 말한다. 중 8956명이 난민으로 대부분이 여성과 아이였다고 말했다. 원래 배는 2000명 정도를 태우도록 설계되었지만 놀이를 위한 공용 공간이 많은 호화 크루즈선이라서 많은 승객들을 태울 수 있었다. 다만 구명 용구는 1만 명이 넘는 사람의 구명조끼 등이 충분히 준비되어 있지 않았다.
구스틀로프호는 1945년 1월 30일 낮 12시 30분 난민을 가득한 여객선과 2척의 어뢰정과 함께 단치히(오늘날 폴란드 그단스크)를 출항했다. 여객선과 어뢰정 1척은 중간에서 문제가 일어나 항해를 같이 하지 않았다. 구스틀로프호는 어뢰정 1척만의 호위를 받으며 항해를 계속했다. 어뢰정은 민간인 3명, 군인 1명, 4명의 선장이 있었지만, 안전한 항로로 가는 것에 대해 서로 이견을 보였다. 해군 소좌는 해안에 가까운 얕은 바다로 배의 불을 끄고 항해하는 것이 좋다고 했지만, 67세 노인은 승선자가 많아서 깊은 바다를 가로질러서 가는 게 좋다고 했다. 결국 깊은 바다를 가로질러 가기로 결정했다. 잠시 후, 무전으로부터 기계수뢰 부설함이 호위하러 온다고 들었다. 호위함이 어둠 속에 아군 선박을 인식하도록 배의 빨강과 초록의 항해등을 켜기로 했다. 이 때문에 구스틀로프호는 소련 잠수함에 노출되기 쉬워졌다.
구스틀로프호는 곧 소련 잠수함 S13에 발견되어 공격을 받았다. 오후 9시가 넘은 시간에 소련군이 쏜 어뢰 3발을 맞았다. 그 후 엄청난 소동이 일어났다. 많은 난민이 구명 보트나 구명 조끼를 구하려고 난리가 났다. 하지만 정원의 반도 준비하지 못한 구명 조끼나 보트가 있을 리 없었다. 곧 구명 용구들은 없어졌다. 이 시기의 발트해의 수온은 섭씨 4 °C이지만, 이 날은 특히 추위가 심한 날로, 수온은 영하 10 °C로부터 영하 16 °C까지 내려가서 해상에는 얼음이 떠 다니고 있었다.
어뢰 공격을 받은 지 1시간 10분 후, 그러니깐 오후 10시 10분쯤에 구스틀로프호는 침몰했다. 많은 사람들이 차가운 물에서 허우적거렸다. 생존자는 1216명(독일어판에서는 1252명)이었다. 독일 해군은 승객 구출을 하려고 침몰한 현장에 가능한 많은 군함을 투입했다.
많은 승객은 어뢰의 공격으로 직접 죽었다. 어뢰의 공격을 피한 사람들은 바다에 빠져 죽었다. 어느 증언자는 처음 어뢰의 공격을 받은 후 배의 통로는 승객의 비명이나 흥분으로 아수라장이 되었다고 말했다. 다른 생존자는, 양손이 잘린 여성을 보았다고 증언했다. 침몰 직전에 승객들은 차갑게 언 어두운 발트해에 뛰어들었다. 바다에 떠올라 있던 아이들은 어른에게 매달려, 여성은 갓난아기를 지키려 했지만 발트해 물결이 거세서 승객이 흩어지고 그대로 모습이 보이지 않게 되었다.
침몰 사고로 9343명이 사망했는데 이 중 대다수가 어린이였다. 희생자 수에서는 최악의 해난사고로 기록되었다.
덧붙여 1945년 2월 10일에는 여객선 슈트이벤호가, 1945년 4월 16일에는 여객선 고야호가 각각 소련 잠수함에 공격을 받아서 침몰했는데 슈트이벤호에서는 약 4500명, 고야호에서는 약 6000명이 희생되었다. 1945년 4월 초까지, 독일 해군은 동부에서 독일 서부로 250만명의 사람을 피난하게 했으나 그 과정에서 3만 3천명이 죽었다.

## 같이 보기
- RMS 루시타니아

## 참고 문헌
- The Cruellest Night by Christopher Dobson, John Miller & Ronald Payne (1979, Hodder & Stoughton, London) ISBN 0-340-22720-6 (a book on Germany's Dunkirk, estimates c7,000 dead).
- Gröner, Erich (1988). 《Hilfsschiffe II: Lazarettschiffe, Wohnschiffe, Schulschiffe, Forschungsfahrzeuge, Hafenbetriebsfahrzeuge (I)》. 《Die deutschen Kriegsschiffe 1815–1945》 (독일어) V (Koblenz: Bernard & Graefe). ISBN 3-7637-4804-0.
- Kappes, Irwin J.; The Greatest Marine Disaster in History...and why you probably never heard of it 보관됨 2011-08-28 - 웨이백 머신, 2003.
- Leja, Michael; Die letzte Fahrt der "Wilhelm Gustloff"; ZDF (1 August 2005), reports that earlier estimates of approximately 6000 drowned have been revised upwards by more recent sources to about 9300. An article in German.
- Pipes, Jason; A Memorial to the Wilhelm Gustloff 보관됨 2004-02-15 - 웨이백 머신
- Schön, Heinz; Die Gustloff Katastrophe (Motorbuch Verlag, Stuttgart, 2002)
- Williams, David; Wartime Disasters at Sea (Patrick Stephens Limited, Nr Yeovil, UK, 1997) ISBN 1-85260-565-0.